# Trézelles
Trézelles – miejscowość i gmina we Francji, w regionie Owernia-Rodan-Alpy, w departamencie Allier.

## Demografia
Według danych na rok 1990 gminę zamieszkiwało 414 osób, a gęstość zaludnienia wynosiła 23 osoby/km². W styczniu 2015 r. Trézelles zamieszkiwały 403 osoby, przy gęstości zaludnienia wynoszącej 22,2 osób/km².